# Mesóboa
Mesóboa (en griego, Μεσόβοα) es el nombre de un antiguo asentamiento griego de Arcadia.
Pausanias ubicaba este antiguo asentamiento en el territorio perteneciente a Clítor, y señala que era el segundo lugar que atravesaba en su recorrido el río Ladón, después de Leucasio y antes de atravesar otro lugar llamado los Nasos.